# Эпюра шпал
Эпюра шпал — количество шпал на 1 километр ж/д пути. Это значение в разных странах колеблется от 1000 до 2200 шпал. Стандартные значения для России 2000, 1840, 1600 либо 1440 шпал/километр. В основном применяется эпюра 1840 шт/км (46 шпал на 25 метров) на прямых участках и 2000 шт/км на кривых или изогнутых участках пути, на мостах, в тоннелях и при использовании бесстыкового пути.
США:
В Соединённых Штатах Америки основная эпюра шпал сегодня состоит из 3250 шпал на милю (2019 шпал на километр) бесстыкового пути. В этой эпюре расстояние между осями шпал равно 19.5 дюймам или 495.3 миллиметрам. 
На подъездных путях или же на малотоннажных маршрутах может применяться отличное межосевое расстояние: 22 дюйма (558.8 мм) – для эпюр из 2880 шпал на милю (1790 на километр), или 24 дюйма (609.4 мм) для эпюр из 2640 шпал на милю (1640 на километр). После 1960-х годов на железных дорогах Америки вторая эпюра практически не используется, но её всё ещё можно встретить на музейных туристических железных дорогах и трамвайных линиях.